# Rosières (Haute-Loire)
Rosières é uma comuna francesa na região administrativa de Auvérnia-Ródano-Alpes, no departamento de Alto Loire. Estende-se por uma área de 26,63 km². Em 2010 a comuna tinha 1 554 habitantes (densidade: 58,4 hab./km²).